# Junction Field Effect Transistor

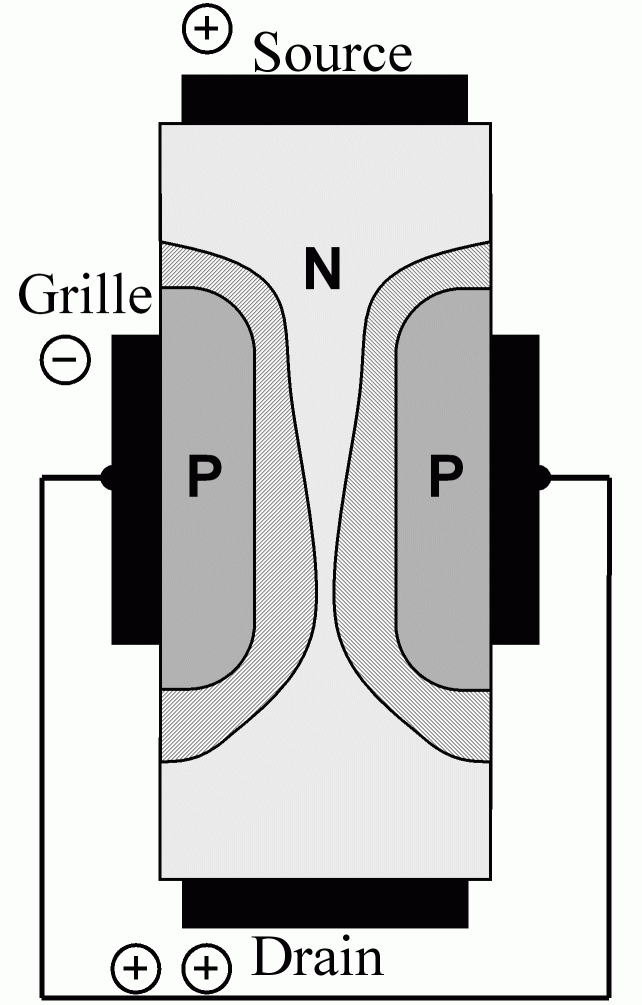
Schémas de principe d'un JFET à canal N

Un transistor de type JFET (Junction Field Effect Transistor) est un transistor à effet de champ dont la grille est directement en contact avec le canal. On distingue les JFET avec un canal de type N, et ceux avec un canal de type P.

## Histoire
Le JFET est né le 5 juillet 1951 lorsque William Shockley dévoile que son équipe du laboratoire Bell a mis au point un tout nouveau transistor à jonction.

## Types et Symboles

Transistor JFET canal P.

De même que l'on distingue deux types de transistors bipolaires, les NPN et les PNP, l'on distingue aussi deux types de transistors FET à jonction (JFET) :
- les JFET canal N, le JFET canal N est le plus utilisé (comme d'ailleurs le transistor bipolaire NPN), son symbole est indiqué ci-dessous dans les schémas de mise en œuvre ;
- les JFET canal P, le symbole du JFET canal P est identique, à part la flèche qui change de sens.

Comme pour les transistors bipolaires, on a le choix entre un grand nombre de modèles, selon la puissance mise en œuvre et la bande de fréquences à amplifier.
La principale différence entre les transistors bipolaires et les JFET, est que les transistors bipolaires sont commandés en courant (il faut fournir au transistor un certain courant de base pour qu'il conduise), alors que le JFET est commandé en tension (le courant drain dépend de la tension {\displaystyle V_{GS}}).

## Principe de fonctionnement

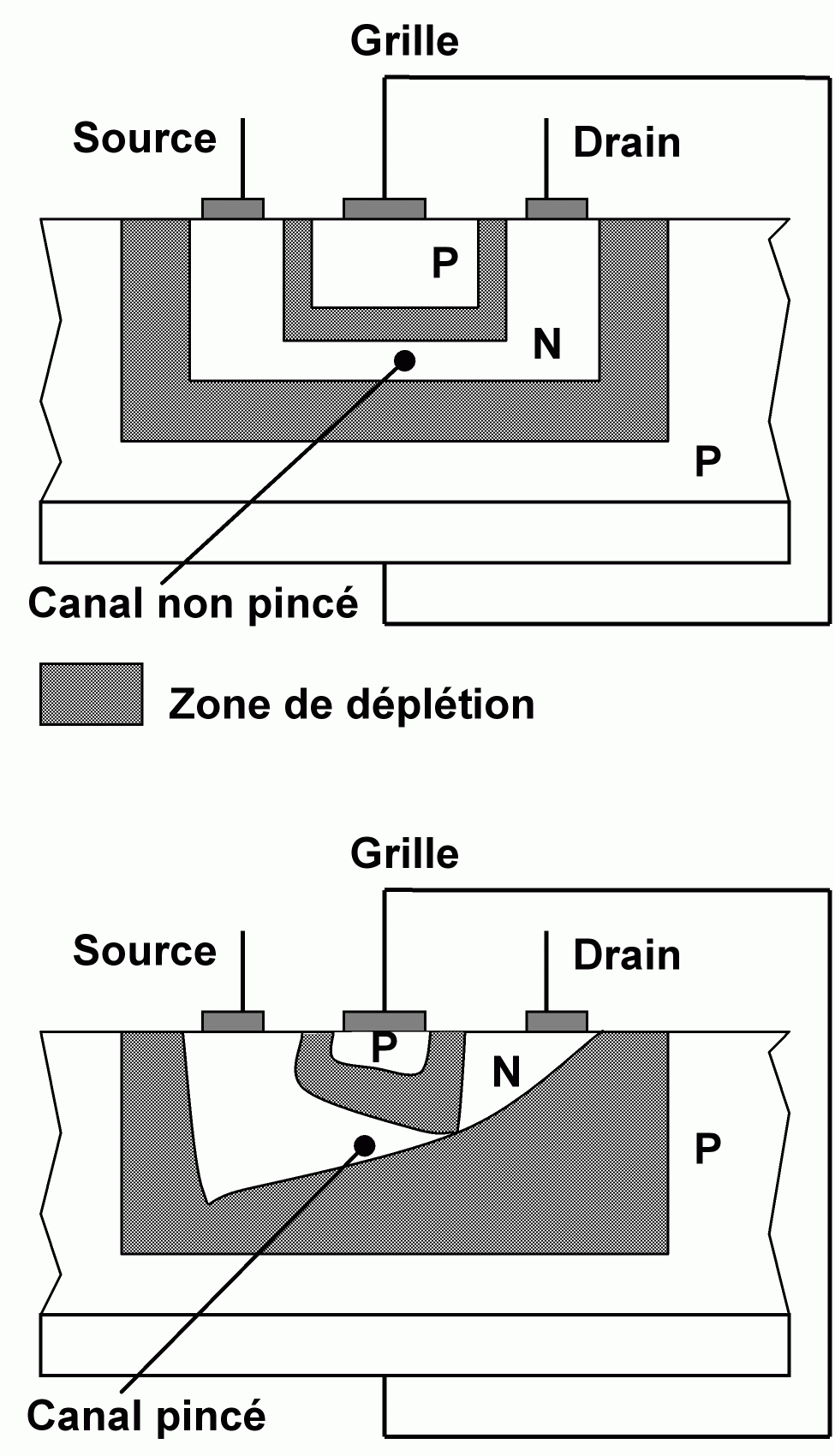
Schémas d'un JFET à canal N lors d'un fonctionnement normal avec deux valeurs de polarisation différentes.

Le transistor est formé par une couche de semi-conducteur peu dopée (canal) placée entre deux couches de semi-conducteur de dopage opposé et reliées entre elles pour former l'électrode que l'on nomme la grille (cf. base d'un transistor bipolaire). Les extrémités du canal forment deux autres électrodes nommées le drain (cf. collecteur) et la source (cf. émetteur). Pour un JFET à canal de type N, la grille est de type P. En fonctionnement normal la tension entre le drain et la source est positive ({\displaystyle V_{DS}>0}) et celle entre la grille et la source (jonction PN) est négative ({\displaystyle V_{GS}<0}). L'augmentation de cette tension inverse fait croître les zones de déplétion (non conductrices) autour du canal jusqu'au pincement de celui-ci. La conduction du canal est donc modulée par la tension {\displaystyle V_{GS}}.

## Caractéristiques électriques

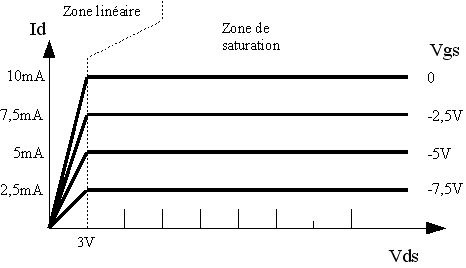

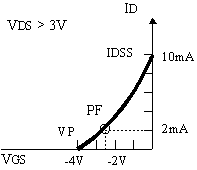

Les deux figures ci-contre représentent :
- les caractéristiques statiques {\displaystyle I_{D}} en fonction de {\displaystyle V_{DS}} et {\displaystyle V_{GS}} ; ces caractéristiques sont assez semblables aux caractéristiques des transistors bipolaires, mis à part le fait que Ib est remplacé par {\displaystyle V_{GS}} ;
- la caractéristique {\displaystyle I_{D}} en fonction de {\displaystyle V_{GS}}, pour des valeurs de {\displaystyle V_{DS}} supérieures à quelques volts.

La caractéristique {\displaystyle {\frac {I_{D}}{V_{GS}}}} est décrite par l'équation :
{\displaystyle I_{D}=I_{DSS}\left[1-{\frac {V_{GS}}{V_{P}}}\right]^{2}}
où Idss ({\displaystyle I_{D}} de court-circuit, short circuit en anglais) est le courant de saturation, obtenu quand {\displaystyle V_{GS}} est nul, et Vp (tension de pincement, pinch off) est la tension {\displaystyle V_{GS}} qui annule {\displaystyle I_{d}}. Pour le transistor illustré, {\displaystyle I_{dss}} = 10 mA et {\displaystyle V_{p}} = -4 V.
La principale application des JFET est l'amplification de petits signaux. Pour cette application, on polarise le JFET au milieu de la zone linéaire (remarquez que les noms des zones sont inversés par rapport aux transistors bipolaires).

## Calcul d'un amplificateur petits signaux

### Polarisation
Le schéma ci-contre montre comment l'on fixe le point de fonctionnement en continu d'un JFET. Le diviseur {\displaystyle R_{1}-R_{2}} fixe le potentiel de la grille ; remarquons qu'ici, contrairement au cas des transistors bipolaires, il n'y a pas lieu de tenir compte du courant grille, car celui-ci est quasi inexistant. On peut donc écrire :
{\displaystyle V_{GM}=U_{CC}{\frac {R_{2}}{R_{1}+R_{2}}}}, où {\displaystyle V_{GM}} est la différence de potentiel entre la grille et la masse.
Le potentiel de la source vaut {\displaystyle I_{d}\cdot R_{4}} ; il est supérieur au potentiel de la grille puisque la tension {\displaystyle V_{GS}} doit être négative. Le potentiel du drain vaut {\displaystyle U_{CC}-I_{d}\cdot R_{3}}.
Prenons un exemple. Proposons-nous de polariser le JFET au point de fonctionnement indiqué sur la caractéristique, soit {\displaystyle I_{d}} = 2 mA et {\displaystyle V_{GS}} = -2,5 V. Nous choisissons par exemple de fixer {\displaystyle V_{GM}} à 1 V. Si {\displaystyle U_{CC}} = 12 V, on prendra par exemple {\displaystyle R_{2}} = 10 kΩ et {\displaystyle R_{1}} = 110 kΩ. Comme {\displaystyle V_{GS}} doit valoir –2,5 V, {\displaystyle V_{s}} doit valoir 1 + 2,5 soit 3,5 V. Comme le {\displaystyle I_{d}} (égal Is) désiré est de 2 mA, {\displaystyle R_{4}} vaut 3,5/2 × 10−3 soit 1,75 kΩ.
Le potentiel du drain est généralement fixé approximativement à mi-chemin entre les potentiels de source et {\displaystyle U_{CC}}, de façon à permettre une excursion maximum en tension du drain, de part et d'autre du potentiel de repos, lorsque l'on applique un signal alternatif à amplifier. Pour fixer {\displaystyle V_{dm}} à 8 V, on prendra donc une résistance {\displaystyle R_{3}} de 2 kΩ.
Nous constatons que nous avons un certain nombre de choix à faire, il n'y a pas une seule bonne façon de fixer le point de fonctionnement. En particulier, on peut :
- faire varier {\displaystyle R_{1}} et {\displaystyle R_{2}} en gardant leur rapport constant : {\displaystyle V_{GM}} n'est pas modifié ;
- modifier {\displaystyle V_{GM}}, à condition d'adapter la valeur de {\displaystyle R_{4}} ; en particulier, on trouve souvent des schémas où {\displaystyle R_{2}} a été supprimée ; dans ce cas, {\displaystyle V_{GM}}= 0 V, {\displaystyle V_{GS}} = {\displaystyle V_{MS}} puisque la grille est au potentiel de la masse.

### Calcul du gain
Appliquons une petite tension sinusoïdale {\displaystyle v_{e}} à la grille, à travers un condensateur pour que la source de signaux alternatifs (générateur de signaux, microphone, antenne, autre étage amplificateur) ne modifie pas la polarisation de l'étage.
On trouve successivement {\displaystyle i_{d}=S\cdot v_{e}} ; {\displaystyle v_{s}=i_{d}\cdot R_{3}} et enfin {\displaystyle G={\frac {v_{s}}{v_{e}}}=S\cdot R_{3}}
où {\displaystyle v_{e}} est la tension alternative d'entrée (nous utiliserons des minuscules pour désigner les tensions et courants alternatifs), {\displaystyle i_{d}} le courant alternatif de drain, {\displaystyle v_{s}} la tension de sortie au niveau du drain, {\displaystyle G} le gain en tension de l'étage, et {\displaystyle S} la transconductance. Celle-ci peut être définie comme suit : c'est la variation du courant drain due à une variation de la tension grille-source ; elle s'exprime en A/V. Elle est essentiellement déterminée par le courant continu de drain. En effet, en dérivant l'équation qui donne {\displaystyle I_{d}}, on trouve :
{\displaystyle S=S_{o}\left(1-{\frac {V_{GS}}{Vp}}\right)} avec {\displaystyle S_{o}=-2{\frac {Idss}{V_{p}}}}.
Remarque : n'oublions pas que {\displaystyle V_{GS}} et {\displaystyle V_{p}} sont négatives.
Dans notre exemple, {\displaystyle S_{o}} = 8 mA/V, S = 3 mA/V et G = 6. Ce gain est beaucoup plus petit que celui qu'on peut obtenir avec un amplificateur à transistor bipolaire.
Quant à la résistance d'entrée de l'étage, elle est égale à {\displaystyle R_{1}}//{\displaystyle R_{2}} puisque la résistance d'entrée du JFET est extrêmement élevée (vu que le courant de grille est quasi nul). Lorsque l'on souhaite une résistance d'entrée élevée, on omet généralement {\displaystyle R_{1}} ; dans ce cas, la résistance d'entrée de l'étage est simplement égale à {\displaystyle R_{2}}.

## Autres montages amplificateurs

### Montage grille commune
Ce montage a principalement été utilisé dans les amplificateurs hautes fréquence car il permet de réduire l'effet Miller. Le gain est semblable au montage source commune.

### Montage drain commun
Ce montage est principalement utilisé comme adaptateur d'impédance. Il présente une résistance d'entrée élevée (surtout si l'on supprime {\displaystyle R_{1}}), mais le gain en tension est inférieur à 1.

## Utilisation du JFET en résistance variable
En analysant les caractéristiques {\displaystyle {\frac {I_{d}}{V_{DS}}}} au voisinage de 0, nous constatons que, pour des tensions faibles ({\displaystyle V_{DS}} < 1 V environ), les caractéristiques forment un faisceau de droites se coupant à l'origine et se prolongent même pour des tensions négatives jusqu'à environ –1 V.
On peut donc considérer que, lorsque l'on applique entre le drain et la source une tension variable, comprise entre –1 et 1 V, le JFET se comporte comme une résistance dont la valeur dépend de la tension {\displaystyle V_{GS}} ; plus celle-ci est élevée, plus la résistance présentée est faible.
Nous avons donc là l'équivalent d'une résistance commandée par une tension. Cette propriété a été utilisée pour faire des contrôles de volume, des filtres à fréquence de coupure variable, etc.
De nos jours, ces fonctions sont plutôt confiées à des circuits intégrés spécifiques.